# Llista d'espècies de liocrànids
Aquesta és la llista d'espècies de liocrànids, una família d'aranyes araneomorfes descrita per primera vegada per Eugène Simon l'any 1897. Conté la informació recollida fins al 28 d'octubre de 2006 i hi ha citats 29 gèneres i 160 espècies. La seva distribució és àmplia, i es troben per tot Europa, gairebé a tot Àsia, gran part d'Àfrica, Amèrica del Nord, Austràlia Occidental i una petita zona d'Amèrica del Sud.

## Agraecina
Simon, 1932
- Agraecina canariensis Wunderlich, 1992 (Illes Canàries)
- Agraecina cristiani (Georgescu, 1989) (Romania)
- Agraecina hodna Bosmans, 1999 (Algèria)
- Agraecina lineata (Simon, 1878) (Mediterrani Occidental)

## Agroeca
Oestring, 1861
- Agroeca annulipes Simon, 1878 (Espanya, Còrsega, Sardenya, Marroc, Algèria)
- Agroeca brunnea (Blackwall, 1833) (Paleàrtic)
- Agroeca coreana Namkung, 1989 (Rússia, Corea, Japó)
- Agroeca cuprea Menge, 1873 (Europa fins a l'Àsia central)
- Agroeca debilis O. P.-Cambridge, 1885 (Ciutat de Yarkand)
- Agroeca dentigera Kulczyn'ski, 1913 (Europa, Rússia)
- Agroeca dubiosissima (Strand, 1908) (Perú)
- Agroeca flavens O. P.-Cambridge, 1885 (Ciutat de Yarkand)
- Agroeca gaunitzi Tullgren, 1952 (Suècia)
- Agroeca guttulata Simon, 1897 (Àsia central)
- Agroeca inopina O. P.-Cambridge, 1886 (Europa, Algèria)
- Agroeca kamurai Hayashi, 1992 (Japó)
- Agroeca kastoni Chamberlin & Ivie, 1944 (EUA)
- Agroeca lEUAtica (L. Koch, 1875) (Europa fins al Kazakhstan)
- Agroeca maculata L. Koch, 1879 (Rússia, Kazakhstan)
- Agroeca maghrebensis Bosmans, 1999 (Marroc, Algèria, Tunísia)
- Agroeca minuta Banks, 1895 (EUA)
- Agroeca mongolica Schenkel, 1936 (Mongòlia, Xina, Corea)
- Agroeca montana Hayashi, 1986 (Xina, Japó)
- Agroeca ornata Banks, 1892 (EUA, Canadà, Alaska, Rússia)
- Agroeca pratensis Emerton, 1890 (EUA, Canadà)
- Agroeca proxima (O. P.-Cambridge, 1871) (Europa, Rússia)
- Agroeca spinifera Kaston, 1938 (EUA)
- Agroeca trivittata (Keyserling, 1887) (EUA)

## Andromma
Simon, 1893
- Andromma aethiopicum Simon, 1893 (Etiòpia)
- Andromma anochetorum Simon, 1910 (Congo, Àfrica Oriental)
- Andromma bouvieri Fage, 1936 (Kenya)
- Andromma raffrayi Simon, 1899 (Sud-àfrica)
  - Andromma raffrayi inhacorense Lessert, 1936 (Moçambic)

## Apostenus
Oestring, 1851
- Apostenus algericus Bosmans, 1999 (Algèria)
- Apostenus annulipedes Wunderlich, 1987 (Illes Canàries)
- Apostenus annulipes Caporiacco, 1935 (Karakoram)
- Apostenus californicus Ubick & Vetter, 2005 (EUA)
- Apostenus fuscus Oestring, 1851 (Europa)
- Apostenus gomerensis Wunderlich, 1992 (Illes Canàries)
- Apostenus grancanariensis Wunderlich, 1992 (Illes Canàries)
- Apostenus humilis Simon, 1932 (França)
- Apostenus maroccanus Bosmans, 1999 (Marroc)
- Apostenus ochraceus Hadjissarantos, 1940 (Grècia)
- Apostenus palmensis Wunderlich, 1992 (Illes Canàries)
- Apostenus rutilius Simon, 1897 (Sierra Leone)

## Argistes
Simon, 1897
- Argistes Àfricanus Simon, 1910 (Namíbia)
- Argistes seriatus (Karsch, 1891) (Sri Lanka)
- Argistes velox Simon, 1897 (Sri Lanka)

## Brachyanillus
Simon, 1913
- Brachyanillus liocraninus Simon, 1913 (Espanya, Algèria)

## Coryssiphus
Simon, 1903
- Coryssiphus cinerascens Simon, 1903 (Sud-àfrica)
- Coryssiphus praeustus Simon, 1903 (Sud-àfrica)
- Coryssiphus unicolor Simon, 1903 (Sud-àfrica)

## Cybaeodes
Simon, 1878
- Cybaeodes alicatai Platnick & Di Franco, 1992 (Tunísia)
- Cybaeodes avolensis Platnick & Di Franco, 1992 (Sicília)
- Cybaeodes carusoi Platnick & Di Franco, 1992 (Algèria)
- Cybaeodes madidus Simon, 1914 (França)
- Cybaeodes marinae Di Franco, 1989 (Itàlia)
- Cybaeodes molara (Roewer, 1960) (Sicília)
- Cybaeodes sardus Platnick & Di Franco, 1992 (Sardenya)
- Cybaeodes testaceus Simon, 1878 (França, Còrsega)

## Donuea
Strand, 1932
- Donuea decorsei (Simon, 1903) (Madagascar)

## Hesperocranum
Ubick & Platnick, 1991
- Hesperocranum rothi Ubick & Platnick, 1991 (EUA)

## Heterochemmis
F. O. P.-Cambridge, 1900
- Heterochemmis mirabilis (O. P.-Cambridge, 1896) (Mèxic)
- Heterochemmis mutatus Gertsch & Davis, 1940 (Mèxic)

## Itatsina
Kishida, 1930
- Itatsina mengla Song & Zhu, 1994 (Xina)
- Itatsina praticola (Bösenberg & Strand, 1906) (Xina, Corea, Japó)

## Jacaena
Thorell, 1897
- Jacaena distincta Thorell, 1897 (Myanmar)
- Jacaena mihun Deeleman-Reinhold, 2001 (Tailàndia)

## Laudetia
Gertsch, 1941
- Laudetia dominicana Gertsch, 1941 (Dominica)

## Liocranoeca
Wunderlich, 1999
- Liocranoeca emertoni (Kaston, 1938) (EUA)
- Liocranoeca striata (Kulczyn'ski, 1882) (Europa, Rússia)
  - Liocranoeca striata gracilior (Kulczyn'ski, 1898) (Suïssa, Alemanya, Hongria)

## Liocranum
L. Koch, 1866
- Liocranum apertum Denis, 1960 (França)
- Liocranum concolor Simon, 1878 (Còrsega)
- Liocranum erythrinum (Pavesi, 1883) (Etiòpia)
- Liocranum freibergi Charitonov, 1946 (Uzbekistan)
- Liocranum giersbergi Kraus, 1955 (Sardenya)
- Liocranum kochi Herman, 1879 (Hongria)
- Liocranum majus Simon, 1878 (Espanya)
- Liocranum nigritarse L. Koch, 1875 (Etiòpia)
- Liocranum ochraceum L. Koch, 1867 (Corfú)
- Liocranum perarmatum Kulczyn'ski, 1897 (Eslovènia, Croàcia)
- Liocranum pulchrum Thorell, 1881 (Nova Guinea)
- Liocranum remotum Bryant, 1940 (Cuba)
- Liocranum rupicola (Walckenaer, 1830) (Europa, Rússia)
- Liocranum rutilans (Thorell, 1875) (Europa fins a Geòrgia)
- Liocranum segmentatum Simon, 1878 (França)

## Liparochrysis
Simon, 1909
- Liparochrysis resplendens Simon, 1909 (Oest d'Austràlia)

## Mesiotelus
Simon, 1897
- Mesiotelus alexandrinus (Simon, 1880) (Egipte)
- Mesiotelus annulipes (Kulczyn'ski, 1897) (Hongria, Balcans, Turquia)
- Mesiotelus cyprius Kulczyn'ski, 1908 (Xipre)
  - Mesiotelus cyprius scopensis Drensky, 1935 (Grècia, Bulgària)
- Mesiotelus grancanariensis Wunderlich, 1992 (Illes Canàries)
- Mesiotelus kulczynskii Charitonov, 1946 (Àsia central)
- Mesiotelus libanicus (Simon, 1878) (Líban)
- Mesiotelus lubricus (Simon, 1880) (Xina)
- Mesiotelus maderianus Kulczyn'ski, 1899 (Madeira)
- Mesiotelus mauritanicus Simon, 1909 (Mediterrani)
- Mesiotelus pococki Caporiacco, 1949 (Kenya)
- Mesiotelus tenellus (Thorell, 1875) (Itàlia)
- Mesiotelus tenuissimus (L. Koch, 1866) (Europa, Àfrica del Nord, Turkmenistan)
- Mesiotelus viridis (L. Koch, 1867) (Grècia)
- Mesiotelus zonsteini Mikhailov, 1986 (Àsia central)

## Mesobria
Simon, 1897
- Mesobria guttata Simon, 1897 (Saint Vincent)

## Montebello
Hogg, 1914
- Montebello tenuis Hogg, 1914 (Oest d'Austràlia)

## Neoanagraphis
Gertsch & Mulaik, 1936
- Neoanagraphis chamberlini Gertsch & Mulaik, 1936 (EUA, Mèxic)
- Neoanagraphis pearcei Gertsch, 1941 (EUA)

## Paratus
Simon, 1898
- Paratus reticulatus Simon, 1898 (Sri Lanka)

## Plynnon
Deeleman-Reinhold, 2001
- Plynnon jaegeri Deeleman-Reinhold, 2001 (Sumatra)
- Plynnon longitarse Deeleman-Reinhold, 2001 (Borneo)
- Plynnon zborowskii Deeleman-Reinhold, 2001 (Borneo)

## Rhaeboctesis
Simon, 1897
- Rhaeboctesis denotatus Lawrence, 1928 (Angola, Namíbia)
- Rhaeboctesis equestris Simon, 1897 (Sud-àfrica)
- Rhaeboctesis exilis Tucker, 1920 (Sud-àfrica)
- Rhaeboctesis matroosbergensis Tucker, 1920 (Sud-àfrica)
- Rhaeboctesis secundus Tucker, 1920 (Sud-àfrica)
- Rhaeboctesis transvaalensis Tucker, 1920 (Sud-àfrica)
- Rhaeboctesis trinotatus Tucker, 1920 (Sud-àfrica)

## Scotina
Menge, 1873
- Scotina celans (Blackwall, 1841) (Europa, Algèria, Rússia)
- Scotina gracilipes (Blackwall, 1859) (Europa)
- Scotina occulta Kritscher, 1996 (Malta)
- Scotina palliardii (L. Koch, 1881) (Europa, Rússia)

## Sesieutes
Simon, 1897
- Sesieutes borneensis Deeleman-Reinhold, 2001 (Borneo, Sulawesi)
- Sesieutes bulbosus Deeleman-Reinhold, 2001 (Borneo)
- Sesieutes emancipatus Deeleman-Reinhold, 2001 (Malàisia)
- Sesieutes erawan Deeleman-Reinhold, 2001 (Tailàndia)
- Sesieutes lucens Simon, 1897 (Singapur)
- Sesieutes minor Deeleman-Reinhold, 2001 (Borneo)
- Sesieutes nitens Deeleman-Reinhold, 2001 (Java, Sumatra)
- Sesieutes schwendingeri Deeleman-Reinhold, 2001 (Tailàndia)
- Sesieutes scrobiculatus Deeleman-Reinhold, 2001 (Sumatra)

## Sphingius
Thorell, 1890
- Sphingius barkudensis Gravely, 1931 (Bangladesh, Índia)
- Sphingius bilineatus Simon, 1906 (Índia)
- Sphingius caniceps Simon, 1906 (Índia)
- Sphingius gothicus Deeleman-Reinhold, 2001 (Tailàndia)
- Sphingius gracilis (Thorell, 1895) (Myanmar)
- Sphingius kambakamensis Gravely, 1931 (Índia)
- Sphingius longipes Gravely, 1931 (Índia)
- Sphingius nilgiriensis Gravely, 1931 (Índia)
- Sphingius octomaculatus Deeleman-Reinhold, 2001 (Tailàndia)
- Sphingius paltaensis Biswas & Biswas, 1992 (Índia)
- Sphingius penicillus Deeleman-Reinhold, 2001 (Tailàndia)
- Sphingius pingtung Tso et al., 2005 (Taiwan)
- Sphingius punctatus Deeleman-Reinhold, 2001 (Tailàndia fins a Lesser Illes Sonda)
- Sphingius scrobiculatus Thorell, 1897 (Myanmar)
- Sphingius scutatus Simon, 1897 (Sri Lanka)
- Sphingius songi Deeleman-Reinhold, 2001 (Tailàndia)
- Sphingius thecatus Thorell, 1890 (Malàisia)
- Sphingius tristiculus Simon, 1903 (Vietnam)
- Sphingius vivax (Thorell, 1897) (Myanmar, Vietnam, Malàisia, Filipines)

## Sudharmia
Deeleman-Reinhold, 2001
- Sudharmia beroni Deeleman-Reinhold, 2001 (Sumatra)
- Sudharmia pongorum Deeleman-Reinhold, 2001 (Sumatra)

## Teutamus
Thorell, 1890
- Teutamus andrewdavisi Deeleman-Reinhold, 2001 (Borneo)
- Teutamus fertilis Deeleman-Reinhold, 2001 (Sumatra)
- Teutamus jambiensis Deeleman-Reinhold, 2001 (Sumatra)
- Teutamus politus Thorell, 1890 (Tailàndia, Malàisia)
- Teutamus rhino Deeleman-Reinhold, 2001 (Java)
- Teutamus rothorum Deeleman-Reinhold, 2001 (Java)
- Teutamus vittatus Deeleman-Reinhold, 2001 (Borneo)